# رونالد بيرنت
رونالد بيرنت (بالإنجليزية: Ronald Berndt)‏ هو عالم إنسان أسترالي، ولد في 14 يوليو 1916 في أديلايد في أستراليا، وتوفي في 2 مايو 1990 في برث في أستراليا.